# Chironomus rusticus
Chironomus rusticus är en tvåvingeart som beskrevs av Johann Wilhelm Meigen 1835. Chironomus rusticus ingår i släktet Chironomus och familjen fjädermyggor.
Artens utbredningsområde är Tyskland. Inga underarter finns listade i Catalogue of Life.